# Крикун Юрій Пилипович
Крикун Юрій Пилипович (26 лютого 1929, м. Харків — 18 січня 2011, м. Київ) — радянський, український сценарист, редактор. Заслужений працівник культури УРСР (1987).
Народився 26 лютого 1929 р. у Харкові в родині службовців. Закінчив факультет журналістики Київського державного університету ім. Т. Г. Шевченка (1953). Працював у РАТАУ, у видавництві «Радянська Україна», на Київській студії телебачення.
Автор сценаріїв багатьох телепередач, навчальних, хронікальних та науково-популярних фільмів серед яких: «Крила України» (1961), «Місто-герой», «Курорти Одеси» (1962), «Наука −4 виробництву» (1963), «Повітряні шляхи республіки» (1964), «Весняні етюди» (1965), «Патчй нівський шов» (1966), «Знову цвітуть каштани» (1967), «Українська кераміка» (1969>, «Артек» (1970), «Ялта», «Ужгород» (1972), «Асканія-Нова» (1975) та ін.
Нагороджений медалями, значком «Отличник кинематографии СССР».
Член Національних спілок журналістів і кінематографістів України.
Помер у м. Києві на 81-му році життя. Похований на Байковому кладовищі.
Дружина: Самофалова Катерина Михайлівна.
Син: Крикун Юрій Юрійович